# 德爾馬 (馬里蘭州)
德爾馬（英語：Delmar）是一個位於美國馬里蘭州威科米科縣的市鎮。

## 人口
根據2020年美國人口普查的數據，德爾馬的面積為4.41平方千米，當中陸地面積為4.38平方千米，而水域面積為0.03平方千米。當地共有人口3798人，而人口密度為每平方千米861人。